# Бурі (Логойський район)
Бурі — (біл. вёска Бурыя), село (веска) в складі Логойського району розташоване в Мінській області Білорусі, підпорядковане Плещеницькій сільській раді.
Село Бурі розташоване в центральних районах Білорусі, у північній частині Мінської області.